# Le Meilleur Atout
Le Meilleur Atout (titre original : The Greatest Asset) est une nouvelle d'Isaac Asimov, publiée en 1972.
La nouvelle a été publiée en français dans le recueil Cher Jupiter en 1977.